# Ngasin
Ngasin is een bestuurslaag in het regentschap Gresik van de provincie Oost-Java, Indonesië. Ngasin telt 2453 inwoners (volkstelling 2010).